# هوریونگ
هوئریونگ (به لاتین: Hoeryong) یک منطقهٔ مسکونی در کره شمالی است که در استان هامگیونگ شمالی واقع شده‌است.

## خصوصیات
هوئریونگ ۱۳۴٬۵۲۴ نفر جمعیت دارد.